# أليس في بلاد العجائب (فلم 2010)
أليس في بلاد العجائب (بالإنجليزية: Alice in Wonderland) فيلم فنتازيا أمريكي صدر عام 2010 من إخراج تيم برتون أنتجته شركة والت ديزني، من بطولة ميا فاشيكوفسكا في دور أليس، مع جوني ديب، وهيلينا بونهام كارتر، وكريسبين غلوفير. يتتبع الفيلم قصة فتاة تقع في مشاكل كثيرة بسبب فضولها.

## القصة
تختلف قصة هذا الفيلم عن القصة الأصلية، حيث تدور قصة هذا الفيلم بعد أعوام من انتهاء القصة الشهيرة حيث تعود أليس إلى ذلك العالم الخيالي بعد مرور أعوام كثيرة على زيارتها الأولى وبلوغها سن التاسعة عشرة غير متذكرة تماماً أحداث زيارتها الأولى، لتواجه ذلك العالم الخيالي الغريب بعد أن تحولت أغلب مخلوقاته إلى جانب الشر، وتجد نفسها في وسط صراع بين الملكة البيضاء. وتلعب دورها آن هاثاواي والملكة الحمراء وتلعب دورها الممثلة البريطانية هيلينا بونهام كارتر ولكنها أيضا وفي وسط تلك المعمعة الغرائبية تجد بعض المخلوقات الخيّرة والصديقة التي تساعدها في البحث عن طريق العودة.

## الممثلون
- جوني ديب: في دور تارانت هايتوب، هاتر المجنون: عمدة بلاد العجائب ذو الطبع اللاذع وقائد المقاومة ضد إيراسبث. قال واسيكوفسكا إن الشخصيات «تشعر وكأنها غريبة، وتشعر بالوحدة في عوالم منفصلة، ولديهم علاقة خاصة وصداقة مع أليس». أوضح بيرتون أن ديب «حاول إيجاد أساس للشخصية ... يعارض مجرد أن تكون مجنونًا». قال بيرتون أيضًا «تكون الشخصية في كثير من الإصدارات ذات صفة واحدة فقط، وأنت تعلم أن هدف ديب هو محاولة إبراز جانب إنساني لغرابة الشخصية». الشعر البرتقالي هو إشارة إلى أن سبب فرط التهيج هو التسمم بالزئبق، يعتقد ديب أن الشخصية «تسمم ... وأدّت إلى تلوّن شعره، وأظافر أصابعه وعينيه». قرر ديب وبورتون أن ملابس هاتر وجلده وشعره وشخصيته ولهجته ستتغير طوال الفيلم لتعكس مشاعره. في مقابلة مع ديب، كانت الشخصية موازية لـ «خاتم المزاج، عواطفه قريبة جدًا من السطح». تتكون شخصية هاتر من أشخاص مختلفين وجوانبهم المتطرفة» بصوت لطيف يشبه إلى حد كبير مبتكر الشخصية لويس كارول الذي يعكس الشخصية الأخف وزنًا، مع لهجة إسكتلندية من غلاسكو (والتي صاغها ديب على غرار شخصية راب سي. نيسبيت من جريجور فيشر) شخصية أكثر قتامة وخطورة.
- ميا واسيكوسا بدورأليس كينغسلي: عند بناء الشخصية، بحثت كاتبة السيناريو ليندا وولفيرتون كيف كان من المتوقع أن تتصرف الشابات في العصر الفيكتوري ثم جعلتها عكس ذلك. قرأت واسيكوسكا كتب كارول عندما كانت طفلة وأعادت قراءتها للتحضير لدورها. وشاهدت أليس من إخراج جان أفانكمجر. قالت، «عندما كنا أطفالًا، كانت والدتي تضعه في مشغل في سي آر. سنكون منزعجين، ولن نفهم ذلك حقًا، لكننا لم نتمكن من النظر بعيدًا لأنه كان مثيرًا للفضول. الشعور تجاه أليس، نوع من المشاعر المؤلمة». على الرغم من مواجهة الضغوط لتتوافق مع توقعات المجتمع، تنمو أليس لتصبح بطلة أقوى إرادة وتمكينًا تختار طريقها، أشادت الكاتبة المستقلة ليز هوغارد بأليس باعتبارها نموذجًا يحتذى به للفتيات، واصفة الشخصية بأنها «عنيدة وشجاعة».[11] صورت مايري إيلا تشال أليس كفتاة تبلغ من العمر ست سنوات.[12]

- هيلينا بونهام كارتر في دور إيراسبث، الملكة الحمراء: أخت ميرانا الغاضبة والعنيدة والقاتلة وملكة بلاد العجائب. إنها عبارة عن اندماج لشخصيتين من شخصيات كارول: الملكة الحمراء وملكة القلوب. اسمها الأول هو تلاعب بكلمة غضب لأنها سهلة الغضب، والجنون، ونفاد الصبر، وسريعة الغضب. زادوا حجم رأس بونهام كارتر رقميًا إلى ثلاثة أضعاف حجمه الأصلي على الشاشة. تكره الشخصية الحيوانات وتستخدمها كخدم وأثاث. ومن الواضح أن الملكة الحمراء قطعت رأس زوجها الملك السابق. استلهمت الممثلة من ابنتها الصغيرة نيل، وهي طفلة صغيرة، قائلة: «إن الملكة الحمراء مثل طفل صغير، لأنها تمتلك رأسًا كبيرًا وهي طاغية». يعتمد مظهرها على ملكة إنجلترا إليزابيث الأولى.
- آن هاثاواي بدور ميرانا، الملكة البيضاء: أخت إيراسبث الهادئة والمهتمة. كانت واحدة من الشخصيات القليلة التي لم تتطلب معالجة رقمية. لخصت هاثاواي شخصيتها بتعليق «لطيفة لكنها مجنونة. الأمور متساوية». وفقًا لهاثاواي، «إنها تأتي من نفس مجموعة جينات الملكة الحمراء. إنها حقًا تحب الجانب المظلم، لكنها خائفة جدًا من التعمق فيه لدرجة أنها جعلت كل شيء يبدو خفيفًا وسعيدًا للغاية. لكنها تعيش في ذلك المكان خوفًا من أنها لن تكون قادرة على التحكم في نفسها». الإلهام مستوحى من ديبي هاري، وغريتا جاربو، والعمل الفني لدان فلافين. قال بيرتون أن مظهر الملكة البيضاء كان مستوحى من نايجيلا لوسون.
- كريسبين جلوفر في دور إيلوسوفيتش ستين، خبير القلوب: زوج إراسبث ومساعدها. شخص مغرور ومخادع. بينما يتبع كل أوامر الملكة الحمراء، فهو الوحيد القادر على تهدئة تقلبات مزاجها الدرامية. قال غلوفر، «تملك الملكة الحمراء قدر لا بأس به من ردود الأفعال سريعة الغضب تجاه الأشياء التي يفعلها الناس، ولذا يجب أن يكون خبير القلوب دبلوماسيًا جدًا». تعتقد الملكة الحمراء أن خبير القلوب هو حبيبها، لكن يثبت لها أن ذلك غير صحيح.
- مات لوكاس بدور تويدليدي وتويدلدوم: رجلان متطابقان ومساعدا تارانت في المقاومة ضد الملكة الحمراء وهم «الأولاد السمينون» للملكة الحمراء أثناء القبض عليهم. علق بيرتون على مزيج الرسوم المتحركة ولوكاس، قائلًا: «إنه مزيج غريب من الأشياء يمنح شخصياته الجودة المزعجة التي يستحقونها بشدة». تصوّر الشخصيات من خلال مزيج من الصور المنشأة بالحاسوب والحركة الحية، مع تركيب وجه لوكاس رقميًا إلى جسم متحرك كامل. أثناء أداء الشخصية، كان على لوكاس ارتداء بدلة التقاط الحركة التي كانت على شكل دمعة والمشي على ركائز متينة. من أجل لعب كلا الشخصيتين، ضاعف إيثان كوهن لوكاس.
- فرانسيس دي لا تور بدور إيموجين: عمة أليس. إنها تعاني من أوهام شديدة وتنتظر باستمرار خطيبها الخيالي الذي تعتقد أنه أمير.
- ليو بيل بدور هاميش أسكوت: خطيب أليس المحتمل.
- يظهرمارتن سوكاس بشكل رائع باعتباره والد أليس المتوفى في المشهد الافتتاحي للفيلم، وتقوم ليندساي دنكان بدور والدة أليس. يلعب لورد وليدي أسكوت دور تيم بيجوت سميث وجيرالدين جيمس على التوالي. تلعب إليانور توملينسون وإليانور جيكس دور الأختين كاثواي اللتين تحملان تشابهًا قويًا مع تويدلديوم وتويدليدي. تظهر جيما باول لفترة وجيزة كشقيقة أليس، مارغريت، بينما يلعب جون هوبكنز زوج مارجريت غير المخلص لويل.

## أغنية فيلم أليس
تقريبا أليس هي مجموعة من الموسيقى مختلف الفنانين مستوحاة من الفيلم. وقيادة واحدة، "أليس"، وذلك آفريل لافين، لأول مرة يوم 27 يناير 2010 في برنامج اذاعي رايان سيكريست في الألبوم صدر في 2 مارس 2010.

## وصلات خارجية
- أليس في بلاد العجائب على موقع IMDb (الإنجليزية)
- أليس في بلاد العجائب على موقع ميتاكريتيك (الإنجليزية)
- أليس في بلاد العجائب على موقع الموسوعة البريطانية (الإنجليزية)
- أليس في بلاد العجائب على موقع روتن توميتوز (الإنجليزية)
- أليس في بلاد العجائب على موقع نتفليكس (الإنجليزية)
- أليس في بلاد العجائب على موقع قاعدة بيانات الأفلام العربية
- أليس في بلاد العجائب على موقع ألو سيني (الفرنسية)
- أليس في بلاد العجائب على موقع أول موفي (الإنجليزية)
- أليس في بلاد العجائب على موقع بوكس أوفيس موجو (الإنجليزية)
- أليس في بلاد العجائب على موقع فيلمافينيتي (الإسبانية)